# Saint-Laurent-du-Pont
Saint-Laurent-du-Pont – miejscowość i gmina we Francji, w regionie Owernia-Rodan-Alpy, w departamencie Isère.
Według danych na rok 1990 gminę zamieszkiwało 4061 osób, a gęstość zaludnienia wynosiła 115 osób/km² (wśród 2880 gmin regionu Rodan-Alpy Saint-Laurent-du-Pont plasuje się na 215. miejscu pod względem liczby ludności, natomiast pod względem powierzchni na miejscu 147.).